# Пакор I (Партия)
Пакор I (на латински: Pacorus I, * ок. 63 пр.н.е.; † 38 пр.н.е.) от династията на Арсакидите е трон-принц и цар на Партското царство (ок. 51 пр.н.е.).

## Живот
Той е син на цар Ород II (упр. 57 – 38 пр.н.е.) и съпругата му гръцката принцеса Лаодика от царство Комагена, дъщеря на цар Антиох I Теос и царица Исия.
Римският консул Марк Калпурний Бибул става управител на Сирия от 51 пр.н.е., сприятелява се с Пакор, провъзглася го за цар и тръгва на поход с него против Ород. Известно време се секат монети с неговия образ. По-късно баща и син се сдобряват.
Пакор I е убит през 38 пр.н.е. в битката при Гиндарос в Сирия против римляните с командир Публий Вентидий Бас, който нарежда обезглавяването на трупа на Пакор и изпраща главата му в сирийските градове, за да покаже силата на римляните. Баща му обявява за престолонаследник син си Фраат IV.